# 모스크바공학물리연구소 부속 국립원자력대학
모스크바공학물리연구소 부속 국립원자력대학(NRNU MEPhI, NIYaU MEPhI, MEPhI)(러시아어: Национальный исследовательский ядерный университет “МИФИ” / НИЯУ МИФИ or МИФИ)는 러시아의 가장 인정받는 대학 중 하나이다. 국립원자력대학은 1942년 모스크바 군수품 기계연구소(러시아어: Московский механический институт боеприпасов, ММИБ)라는 이름으로 처음 설립했지만, 나중에 모스크바 기계 연구소라는 이름으로 개명했다. 원래 이 연구소의 임무는 소련의 군사 및 원자력 프로그램 운용을 위한 숙련된 인력을 기르는 것이었다. 이후 1953년 모스크바 물리공학연구소(러시아어: Московский инженерно-физический институт)로 개명했고, 2009년에 현 이름으로 개명했다.

## 유명한 교사
- 니콜라이 바소프
- 파벨 알렉세예비치 체렌코프
- 안드레이 사하로프
- 이고리 예브게니예비치 탐
- 일리야 프란크
- 니콜라이 세며너프
- 이고리 쿠르차토프
- 야꺼브 셀더비치